# Ellice Maud Nosworthy
Ellice Maud Nosworthy (Neutral Bay, Sídney, Australia, 25 de febrero de 1897 - Killara, New South Wales, 7 de enero de 1972) fue una arquitecta australiana reconocida como miembro (1970) del Royal Australian Institute of Architects del Australian Federation of University Women y como miembro asociada (1948) del Royal Institute of British Architects.

## Trayectoria
Se matriculó en la carrera de arte en 1917 en la Universidad de Sídney, dos años después se transfirió a la de arquitectura. Estudió con el profesor Leslie Wilkinson y se graduó en 1922. Después de graduarse, Nosworthy trabajó por dos años en la oficina de Waterhouse and Lake y junto a Beatrice Hutton fueron las primeras mujeres en obtener la matrícula profesional por New South Wales en 1923.
Durante 1924 Nosworthy viajó y trabajó por Europa y a su regreso, en 1925, creó su propio estudio independiente con el primer proyecto de vivienda para sus padres en Lindfield. Se especializó en arquitectura doméstica. Los encargos consistían en su mayoría en casas para amigos y conocidos de la costa norte de Sídney. También se dedicó a renovaciones y ampliaciones, un área que Bronwyn Hanna señala como desatendida en general por la profesión. En 1956 condujo el proyecto y construcción de su propia casa, vecina a la de los padres. Nosworthy empleaba con preferencia a mujeres arquitectas, incluyendo a Barbara Munro, Louise Hutchinson, Libby Hall y Brigid Wilkinson.
Realizó nuevos y extensos viajes de estudio y trabajo por América del Norte (1929) y Gran Bretaña (1935-1938) y durante la Segunda Guerra Mundial se empleó en el Departamento del Interior y trabajó para el Allied Works Council. Como arquitecta de honor del Women’s College entre 1941 y 1972, Nosworthy proporcionaba asesoramiento gratuito sobre el mantenimiento de sus edificios y condujo diversas renovaciones, entre ellos un refugio antiaéreo bajo el claustro en 1942 y el ala Mary Reid en 1958 que aloja a 31 estudiantes. En la década del 50 también colaboró con su antiguo profesor, Leslie Wilkinson, en la ampliación del St Andrew’s College en la Universidad. Con frecuencia donó sus honorarios por dichos trabajos para nuevas obras en el que fuera su centro de estudios.
Desarrolló proyectos de arquitectura comunitaria que incluyen trabajos para la Australian Mothercraft Society (1942) y la Young Women’s Christian Association(1958-59). Diseñó centros de cuidado infantil para el Sydney Day Nursery & Nursery Schools Association en Erskineville (1945) y Newtown (1955), y para el Ku-ring-gai Municipal Council en Gordon (1950). En la siguiente década, después de haber viajado al extranjero y atender a tendencias y desarrollos actuales, se orientó a las necesidades del otro extremo del ciclo de la vida. Diseñó una vivienda comunitaria en cuatro bloques para el Ku-ring-gai Old People’s Welfare Association.
Su filosofía arquitectónica se enfoca en adecuar las necesidades complejas de su cliente en lugar de imponer soluciones estéticas: “cuanto más casas diseño para las personas más se instala en mí la idea de que nunca habrá una casa perfecta”. Existe una extensa colección de sus dibujos y especificaciones de proyecto en la National Library of Australia.
Entre sus principales obras están el Ku-ring-gai Council, 1950, Australia, Gordon y el Sydney Day Nursery & Nursery Schools Association, 1945, Erskineville y en 1955, Newtown. Diseñó también centros de cuidado infantil.